# Tococa cordata
Tococa cordata är en tvåhjärtbladig växtart som beskrevs av Otto Karl Berg och José Jéronimo Triana. Tococa cordata ingår i släktet Tococa och familjen Melastomataceae.
Artens utbredningsområde är Venezuela. Inga underarter finns listade i Catalogue of Life.